# Municipio VI (2013)
Pour l’article homonyme, voir Municipio VI (2001-2013).
Le Municipio VI, dit Tor Bella Monaca, est une subdivision administrative de Rome, située à l'extrémité est de la ville.

## Historique
En mars 2013, il remplace l'ancien Municipio VIII sur le même territoire.

## Subdivisions
Il est composé des quartiers de : 
- Giardinetti,
- Acqua Vergine,
- Lunghezza,
- San Vittorino,
- Torre Spaccata,
- Torre Angela,
- Borghesiana,
- Torre Maura,
- Torrenova,
- Torre Gaia.

Il est également divisé en huit zones urbanistiques :
- 8a - Torre Spaccata
- 8b - Torre Maura
- 8c - Giardinetti-Tor Vergata
- 8d - Acqua Vergine
- 8e - Lunghezza
- 8f - Torre Angela
- 8g - Borghesiana
- 8h - San Vittorino

## Politique et administration

### Municipalité
Le municipio est dirigé par un président et un conseil de 24 membres élus au suffrage direct pour cinq ans.

### Présidents
| Période     | Nom               | Parti politique        |
| ----------- | ----------------- | ---------------------- |
| 2013-2016   | Marco Scipioni    | Parti démocrate        |
| 2016-2021   | Roberto Romanella | Mouvement cinq étoiles |
| depuis 2021 | Nicola Franco     | Frères d'Italie        |

## Enseignement
Le municipio abrite le siège de l'université de Rome « Tor Vergata ».